# Robin Lod
Robin Lod (Helsinki, 17 april 1993) is een Fins voetballer die doorgaans als middenvelder speelt. Hij verruilde HJK Helsinki  in juli 2015 voor Panathinaikos. Lod debuteerde in 2015 in het Fins voetbalelftal. Met HJK Helsinki won hij vier keer de Finse landstitel.

## Clubstatistieken
| Seizoen | Club          | Competitie    | Duels | Doelp. |
| ------- | ------------- | ------------- | ----- | ------ |
| 2011    | HJK Helsinki  | Veikkausliiga | 2     | 1      |
| 2012    | HJK Helsinki  | Veikkausliiga | 7     | 0      |
| 2013    | HJK Helsinki  | Veikkausliiga | 28    | 7      |
| 2014    | HJK Helsinki  | Veikkausliiga | 28    | 6      |
| 2015    | HJK Helsinki  | Veikkausliiga | 10    | 1      |
| 2015/16 | Panathinaikos | Super League  | 16    | 2      |
| 2016/17 | Panathinaikos | Super League  | 29    | 5      |
| 2017/18 | Panathinaikos | Super League  | 10    | 0      |
| Totaal  | Totaal        | Totaal        | 130   | 22     |

## Interlandcarrière
Onder leiding van bondscoach Mika-Matti Paatelainen maakte Lod zijn interlanddebuut voor Finland op 19 januari 2015 in de vriendschappelijke wedstrijd tegen Zweden (0-1), net als Roope Riski (Hønefoss BK) en Johannes Laaksonen (SJK Seinäjoki). Riski nam in dat duel de enige treffer voor zijn rekening. Lod had in 2013 al eens meegespeeld met de nationale ploeg, maar dat betrof een officieus en niet door de FIFA erkend duel.

## Erelijst
HJK Helsinki
- Fins landskampioen

2011, 2012, 2013, 2014
- Beker van Finland

2011, 2014